# Funzione di utilità indiretta
La funzione di utilità indiretta in microeconomia è definibile come quella funzione che associa il livello di utilità massimo raggiungibile da un individuo ad ogni insieme di prezzi dei beni ({\displaystyle \ p_{1},\ldots ,p_{n}}) e patrimonio individuale w.
Formalmente si ha:
{\displaystyle V(p_{1},\ldots ,p_{n},w)=\max _{c_{1},\ldots ,c_{n}}\{U(c_{1},\ldots ,c_{n})\mid \ \sum _{i=1}^{n}p_{i}c_{i}\leq w\}}
dove ci è il consumo del bene i e U(.) è la funzione di utilità.
La funzione di utilità indiretta è dunque la funzione valore del problema di massimizzazione dell'utilità individuale, problema di massimo vincolato che rappresenta il duale di quello di minimizzazione della spesa dato il vincolo costituito dall'utilità minima ottenibile, la cui funzione valore è la funzione di spesa.

## Proprietà della funzione di utilità indiretta
Data una funzione di utilità continua che rappresenta un sistema di preferenze localmente non soddisfatte, la funzione di utilità indiretta è:
1. non crescente rispetto ai prezzi: {\displaystyle \ \mathbf {p} _{1}\geq \mathbf {p} _{2}\Rightarrow V(\mathbf {p} _{1},w)\leq V(\mathbf {p} _{2},w)};
2. non decrescente rispetto al reddito: {\displaystyle \ w_{1}>w_{2}\Rightarrow V(\mathbf {p} ,w_{1})\geq V(\mathbf {p} ,w_{2})};
3. omogenea di grado zero rispetto ai prezzi e al reddito: {\displaystyle \ \forall \lambda \in \mathbb {R} _{+}} si ha  {\displaystyle \ V(\lambda \mathbf {p} ,\lambda w)=\ V(\mathbf {p} ,w)};
4. quasiconvessa in {\displaystyle \ (\mathbf {p} ,w)}.